# Sándor Tótka
Sándor Tótka (Mezőtúr, 27 luglio 1994) è un canoista ungherese, specializzato nel caiacco, vincitore di una medaglia d'oro nella categoria K1 ai Giochi olimpici di Tokyo 2020.

## Palmarès
- Giochi olimpici

Tokyo 2020: oro nel K1 200 m.
Parigi 2024: argento nel K2 500m.